# Metody wyznaczania rzędu reakcji chemicznej
Metody wyznaczania rzędu reakcji – metody określania stopnia {\displaystyle (n)} wielomianu, jakim jest równanie kinetyczne reakcji, czyli zależność jej szybkości od stężenia reagentów. Doświadczalną podstawą określania wartości {\displaystyle n} są wyniki analiz stężenia reagentów, wykonywanych w czasie biegu reakcji. Zgromadzony zbiór wyników analiz chemicznych poddaje się analizie statystycznej, prowadzonej w celu znalezienia takiego wielomianu:
szybkość ubytku substratu = f (stężenia reagentów),
np. {\displaystyle -{\frac {dc_{A}}{dt}}=kc_{A}^{n_{A}}c_{B}^{n_{B}}c_{C}^{n_{C}},}
który najlepiej opisuje wyniki eksperymentu. Stopień tego wielomianu {\displaystyle (n=n_{A}+n_{B}+n_{C})} nazywa się rzędem reakcji, a wykładniki potęg przy stężeniach poszczególnych związków {\displaystyle (n_{A},\ n_{B},\ n_{C})} – rzędem względem tych związków. Symbolem {\displaystyle k} oznacza się stałą szybkości reakcji.
W przypadku reakcji elementarnych rząd reakcji ma wartości {\displaystyle n} = 0, 1 lub 2 (reakcja zerowego rzędu, pierwszorzędowa lub drugorzędowa). Inne wartości {\displaystyle n} – większe od 2 lub ułamkowe – świadczą zwykle o tym, że badana reakcja jest złożona. Wyjaśnienie mechanizmu takich reakcji wymaga stosowania specyficznych metod badawczych, w tym określenia rzędu poszczególnych reakcji elementarnych.
Wśród klasycznych metod wyznaczania rzędu reakcji są wymieniane metody:
- podstawienia do wzoru,
- graficzna,
- różnicowa van ’t Hoffa (1884),
- całkowa Ostwalda i Zawidzkiego,
- izolacyjna Ostwalda.

## Metoda podstawienia do wzoru
| Czas, {\displaystyle t} | {\displaystyle x} | {\displaystyle a-x} | {\displaystyle b-x} | {\displaystyle k} |
| ----------------------- | ----------------- | ------------------- | ------------------- | ----------------- |
| ok. 0                   | 0,003             | 0,0505              | 0,0762              | 5,6               |
| 5                       | 0,0086            | 0,0446              | 0,0703              | 5,8               |
| 10                      | 0,0135            | 0,0398              | 0,0655              | 5,8               |
| 20                      | 0,023             | 0,0322              | 0,0580              | 5,4               |
| 40                      | 0,0311            | 0,0228              | 0,0485              | 5,6               |
| 60                      | 0,0355            | 0,0169              | 0,0427              | 5,5               |

Wyniki oznaczeń stężenia reagentów {\displaystyle (c),} rejestrowane w czasie {\displaystyle (t)} biegu reakcji, są podstawiane do różnych równań kinetycznych, np.:
- dla reakcji zerowego rzędu:

{\displaystyle -{\frac {dc_{A}}{dt}}=k}
- dla reakcji pierwszego rzędu:

{\displaystyle -{\frac {dc_{A}}{dt}}=kc_{A}}
{\displaystyle \ln {c_{A}}=-kt+\ln {a}}
- dla reakcji drugiego rzędu

{\displaystyle -{\frac {dc_{A}}{dt}}=kc_{A}^{2}}
{\displaystyle -{\frac {dc_{A}}{dt}}=-{\frac {dc_{B}}{dt}}=kc_{A}c_{B}.}
Oblicza się wartości {\displaystyle k} i sprawdza, które z równań prowadzi do wyników niezmiennych (zmienność w granicach błędu pomiarów), czyli do rzeczywistej wartości stałej szybkości reakcji {\displaystyle (k=\operatorname {const} ).}
Sprawdzając np. czy dla reakcji A + B wykładnik {\displaystyle n=2,} oblicza się wartości {\displaystyle k} z zależności:
{\displaystyle k={\frac {2{,}303}{a-b}}\cdot \log {\frac {b(a-x)}{a(b-x)}},}
gdzie: {\displaystyle a} i {\displaystyle b} – początkowe stężenia reagentów, {\displaystyle (a-x)} i {\displaystyle (b-x)} – stężenia chwilowe.
Potwierdzeniem założenia jest uzyskanie wartości {\displaystyle k,} które nie zależą od {\displaystyle t} i {\displaystyle x.}

## Metoda graficzna
Istota metody, tradycyjnie nazywanej graficzną, nie różni się od „metody podstawienia do wzoru”. W obu przypadkach sprawdza się, które z równań kinetycznych najlepiej odpowiada danym doświadczalnym. W przeszłości wyniki wykonywanych analiz, np. kolejnych oznaczeń stężenia substratu {\displaystyle c_{A},} ręcznie nanoszono na wykresy, sporządzane w tak dobranym układzie współrzędnych, aby wykazanie zależności prostoliniowej świadczyło o określonym rzędzie reakcji. Linie proste uzyskuje się w układzie współrzędnych:
- {\displaystyle x=t,\ y=c} – gdy reakcja jest zerowego rzędu,
- {\displaystyle x=t,\ y=\ln c} – gdy reakcja jest pierwszego rzędu,
- {\displaystyle x=t,\ y=1/c} – gdy reakcja jest drugiego rzędu,
- {\displaystyle x=t,\ y=1/c^{2}} – gdy reakcja jest trzeciego rzędu.

Jeżeli w każdym z wymienionych układów współrzędnych stwierdza się odchylenia od linii prostej, przyjmuje się, że reakcja ma rząd ułamkowy, charakterystyczny dla reakcji złożonych.

Krzywe kinetyczne reakcji pierwszego rzędu – stężenie substratu, – stężenie początkowe, – stała szybkości reakcji, – czas połowicznej przemiany
Krzywe kinetyczne reakcji drugiego rzędu – stężenie substratu, – stężenie początkowe, – czas połowicznej przemiany

- Krzywe kinetyczne reakcji pierwszego rzędu[1][2]
{\displaystyle c} – stężenie substratu, {\displaystyle a} – stężenie początkowe, {\displaystyle k} – stała szybkości reakcji, {\displaystyle t_{1/2}} – czas połowicznej przemiany
- Krzywe kinetyczne reakcji drugiego rzędu[1][2]
{\displaystyle c} – stężenie substratu, {\displaystyle a} – stężenie początkowe, {\displaystyle t_{1/2}} – czas połowicznej przemiany

## Metoda różnicowa van ’t Hoffa
| t [min] | a1 [mmol/l] | Δa1/dt  | log a1 | log Δa1/Δt |
| ------- | ----------- | ------- | ------ | ---------- |
| 0       | 8,88        |         |        |            |
| 95      | 7,87        | 0,0108  |        | -1,9666    |
|         | śr. 8,37    |         | 0,9227 |            |
| t [min] | a2 [mmol/l] | Δa2/Δt  | log a2 | log Δa2/Δt |
| 0       | 3,81        |         |        |            |
| 132     | 3,51        | 0,00227 |        | -2,6440    |
|         | śr. 3,66    |         | 0,5635 |            |

„Metoda różnicowa” została opracowana przez van ’t Hoffa w 1884 roku. Doświadczalną podstawą obliczeń rzędu reakcji jest w tym przypadku zależność szybkości reakcji w jej początkowym okresie od początkowego stężenia substratu A {\displaystyle (a).}
Przyjmuje się, że ogólne równanie kinetyczne:
{\displaystyle -{\frac {dc_{A}}{dt}}=kc_{A}^{n}=k(a-x)^{n}}
w okresie początkowym {\displaystyle (x\ll a,\ c_{A}\approx a)} można zastąpić przez:
{\displaystyle -{\frac {da}{dt}}=ka^{n}.}
Dla dwóch reakcji, prowadzonych przy różnych stężeniach początkowych, otrzymuje się:
{\displaystyle -{\frac {da_{1}}{dt}}=ka_{1}^{n},}
{\displaystyle -{\frac {da_{2}}{dt}}=ka_{2}^{n}.}
Wynikiem podzielenia równań stronami i zlogarytmowania jest zależność:
{\displaystyle n={\frac {\ln \left(-{\frac {da_{1}}{dt}}\right)-\ln \left(-{\frac {da_{2}}{dt}}\right)}{\ln a_{1}-\ln a_{2}}}}
lub, po przejściu na skończone wartości przyrostów ({\displaystyle {\text{d}}t\to \Delta t} i {\displaystyle {\text{d}}a\to \Delta a}):
{\displaystyle n={\frac {\ln \left(-{\frac {\Delta a_{1}}{\Delta t}}\right)-\ln \left(-{\frac {\Delta a_{2}}{\Delta t}}\right)}{\ln a_{1}-\ln a_{2}}}.}

## Metoda całkowa Ostwalda i Zawidzkiego
Podstawą całkowej metody Ostwalda i Zawidzkiego są również wyniki analiz, zgromadzone w dwóch eksperymentach, wykonanych z zastosowaniem różnych wartości początkowego stężenia substratu. W odróżnieniu od metody różnicowej reakcji nie kończy się w okresie początkowym, ale prowadzi do osiągnięcia jednakowego w obu przypadkach stopnia przereagowania (np. zmniejszenie stężenia {\displaystyle p} razy).
Założenia metody ilustrują następujące przekształcenia ogólnego równania kinetycznego (dla reakcji o jednakowych stężeniach substratów):
{\displaystyle -{\frac {dc}{dt}}=kc^{n}}
- po zgrupowaniu zmiennych:

{\displaystyle -{\frac {dc}{c^{n}}}=kdt}
- po scałkowaniu w granicach od {\displaystyle a} do {\displaystyle c{:}}

{\displaystyle {\frac {1}{n-1}}\left({\frac {1}{c^{n-1}}}-{\frac {1}{a^{n-1}}}\right)=kt.}
W przypadku dwóch reakcji, rozpoczynanych od stężeń początkowych {\displaystyle c=a_{1}} i {\displaystyle c=a_{2}} i kończonych na stężeniach {\displaystyle c=pa_{1}} i {\displaystyle c=pa_{2}} otrzymuje się, po uproszczeniach, równania:
{\displaystyle {\frac {1}{n-1}}\cdot {\frac {1-p^{n-1}}{({a_{1}p})^{n-1}}}=kt_{1},}
{\displaystyle {\frac {1}{n-1}}\cdot {\frac {1-p^{n-1}}{{(a_{2}p)}^{n-1}}}=kt_{2}.}
Podzielenie obu otrzymanych równań stronami oraz zlogarytmowanie i kolejne przekształcenia prowadzą do zależności umożliwiającej obliczanie rzędu reakcji na podstawie zmierzonych wartości {\displaystyle t_{1}} i {\displaystyle t_{2}{:}}
{\displaystyle \left({\frac {a_{2}}{a_{1}}}\right)^{n-1}={\frac {t_{1}}{t_{2}}},}
{\displaystyle n=1+{\frac {\log {t_{1}}-\log {t_{2}}}{\log {a_{2}}-\log {a_{1}}}}.}

## Metoda izolacyjna Ostwalda
Metodą izolacyjną jest nazywane postępowanie, które umożliwia wyznaczanie rzędu reakcji względem pojedynczych reagentów, np. względem A i B w reakcji A + B → produkty, dla której równanie kinetyczne ma postać:
{\displaystyle -{\frac {dx}{dt}}=k(a-x)_{A}^{n}(b-x)_{B}^{n}.}
Prowadzenie reakcji przy dużym nadmiarze substratu A umożliwia wyznaczenie rzędu względem substratu B (stężenia A jest uznawane za stałe). Analogicznie wyznacza się rząd względem A, stosując duży nadmiar substratu B. Sumaryczny rząd reakcji jest sumą rzędów względnych.